# Zora Arkus-Duntov
Żora Arkus-Duntov (ros. Жора Аркус-Дантов ur. jako Zachariasz Arkus 25 grudnia 1909, zm. 21 kwietnia 1996) – rosyjsko-amerykański inżynier żydowskiego pochodzenia, znany jako „ojciec Chevroleta Corvette”.

## Kariera
Zachariasz Arkus urodził się jako syn Rosjanina-Żyda (z zawodu inżyniera górniczego) oraz Rosjanki-Żydówki (studentki medycyny). Po powrocie do Leningradu jego rodzice rozwiedli się, a nowym partnerem matki został Josef Duntov. Bracia Zora i Yura przyjęli nazwisko Arkus-Duntov (Юра Аркус-Дантовб Жора, Аркус-Дантов).
W 1927 wraz z rodzicami przeniósł się do Berlina, gdzie uczęszczał na studia techniczne na Instytut Charlottenburg. Podczas pierwszego roku studiów został konstruktorem-konsultantem firm motoryzacyjnych, jeszcze podczas studiów pisał artykuły do magazynu Auto Motor und Sport, a w 1934 skończył studia techniczne, jako najlepszy student w historii Instytutu Charlottenburg.
W Paryżu spotkał Niemkę Elfi Wolff, która pracowała jako tancerka w Folies Bergère. Tuż po wybuchu II wojny światowej pobrali się oni. Arkus-Duntov na krótko wstąpił do Francuskich Sił Powietrznych, a następnie wraz z żoną i bratem wyemigrował do Stanów Zjednoczonych, gdzie założył firmę Ardun, przystosowującą samochody do wyścigów i udoskonalającą silniki lotniczych amerykańskich myśliwców, a potem także śmigłowców bojowych. Następnie wyprowadził się do Anglii, pracując tam dla firmy Allard. Wziął również udział w wyścigach 24h Le Mans w latach 1952 i 1953.
Gdy w 1952 na wystawie Motorama zaprezentowano pierwszy model Chevroleta Corvette, Arkus-Duntov wyraził swoje poglądy na jego konstrukcję w liście wystosowanym do prezesa General Motors. Wkrótce potem został zatrudniony do pracy w firmie Chevrolet, a miesiąc później nadzorował cały program Chevroleta Corvetty, został także szefem ds. aut wyścigowych. Arkus-Duntov wprowadził do tego samochodu takie zmiany, jak niezależne tylne zawieszenie, sportowe wałki rozrządu w silniku, czterostopniowa skrzynia biegów czy hamulce tarczowe.